# Cymodocella sublevis
Cymodocella sublevis is een pissebeddensoort uit de familie van de Sphaeromatidae. De wetenschappelijke naam van de soort is voor het eerst geldig gepubliceerd in 1914 door Barnard.